# Borgogna
La Borgogna (AFI: /borˈɡoɲːa/; in francese Bourgogne, /buʁˈɡɔɲ/; in arpitano Borgogne; in occitano Borgonha) è una regione storica ed ex regione amministrativa della Francia.
Dal 1º gennaio 2016, la regione amministrativa Borgogna è confluita nella regione Borgogna-Franca Contea. Era composta da 4 dipartimenti: Yonne (89), Côte-d'Or (21), Nièvre (58) e Saona e Loira (71, Saône-et-Loire). Sono inclusi nella regione 15 arrondissement, 174 cantoni e 2.045 comuni. La regione corrispondeva in gran parte all'antico ducato di Borgogna medievale e alla provincia di Borgogna del Ancien Régime.

## Geografia fisica
Il suo capoluogo è Digione (in francese Dijon). Le città principali, oltre a Digione, sono Chalon sur Saône, Auxerre, Mâcon e Nevers. Il territorio della regione confina con Île-de-France a nord-ovest, Champagne-Ardenne a nord, Franca Contea ad est, Rodano-Alpi a sud, Alvernia a sud-ovest e Centro-Valle della Loira a ovest.

Mappa della Borgogna

Caratteristiche della Borgogna sono le dolci ondulazioni e il verde senza fine: questa regione mantiene una densità abitativa bassa, di genere rurale e l'urbanizzazione è legata fortemente alle attività agricole, anche se poco prospere in quest'area della Francia, per via della scarsa produttività della regione; per questo essa ha conservato il suo notevole patrimonio naturale.
La regione è quasi interamente occupata dal Plateau de Langres, modeste alture collinari che difficilmente arrivano a quote di montagna (639 m s.l.m.), scavato da numerosi fiumi e torrenti, tutti immissari della Saona, su cui si trovano le uniche, piccole zone pianeggianti. Dalla Saona parte anche il Canale di Borgogna, che la unisce alla Yonne e quindi alla Senna. Il clima è moderatamente continentale, a causa della lontananza dal mare; gli inverni sono dunque freddi (medie in gennaio da -1 a 2 °C) e le estati miti, con massime in luglio tra i 25 e i 28 °C.

## Storia

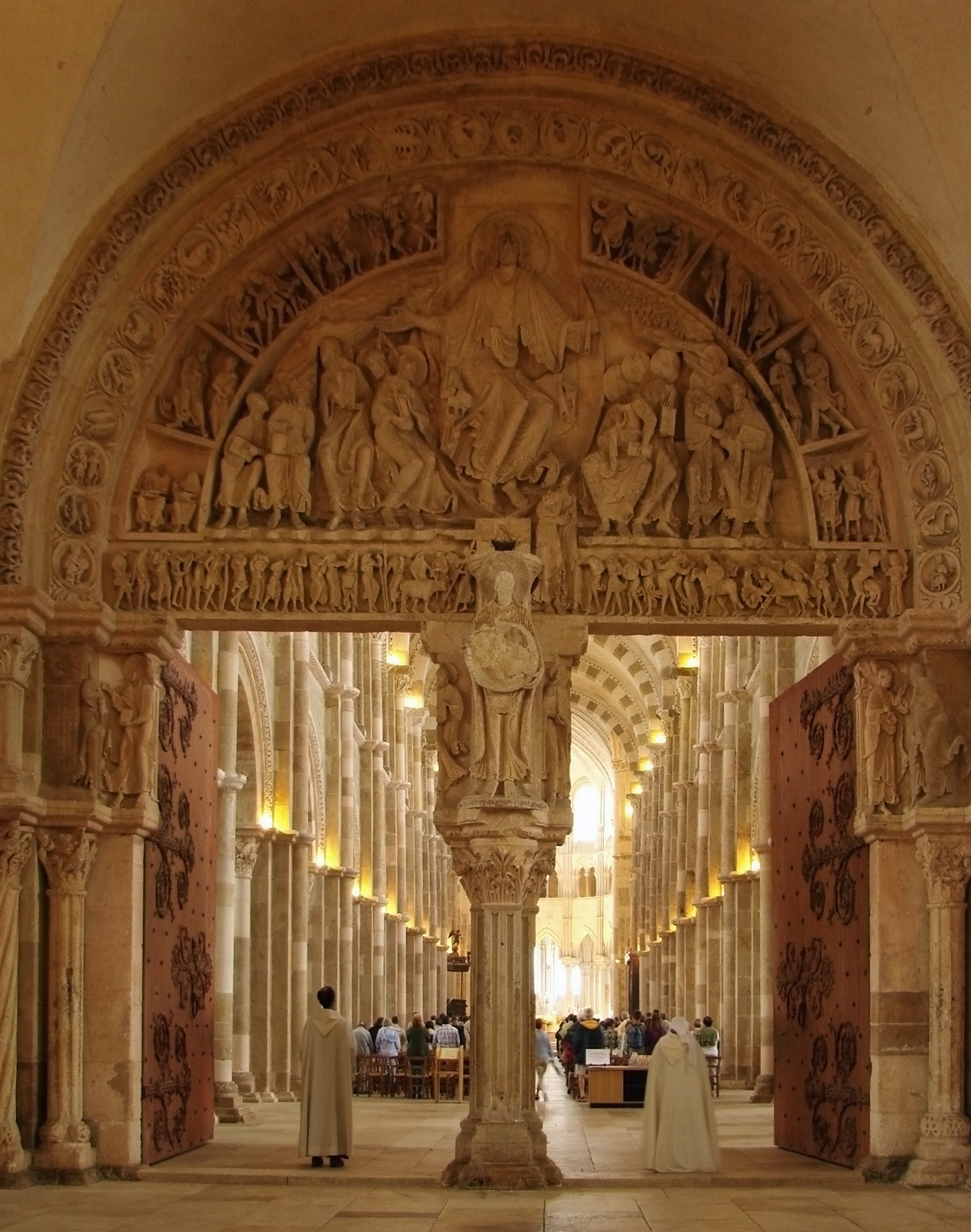
Interno della basilica romanica di Vézelay.

La Borgogna deve il suo nome all'antica popolazione germanica dei Burgundi, che nel V secolo fondarono un reame nella Gallia romana centro meridionale. L'attuale regione francese della Borgogna corrisponde solamente a una parte di questo antico regno, vale a dire quella che in epoche successive formò il cosiddetto Ducato di Borgogna.
     Alta Borgogna
     Bassa Borgogna
     Ducato di Borgogna (di Riccardo il Giustiziere)

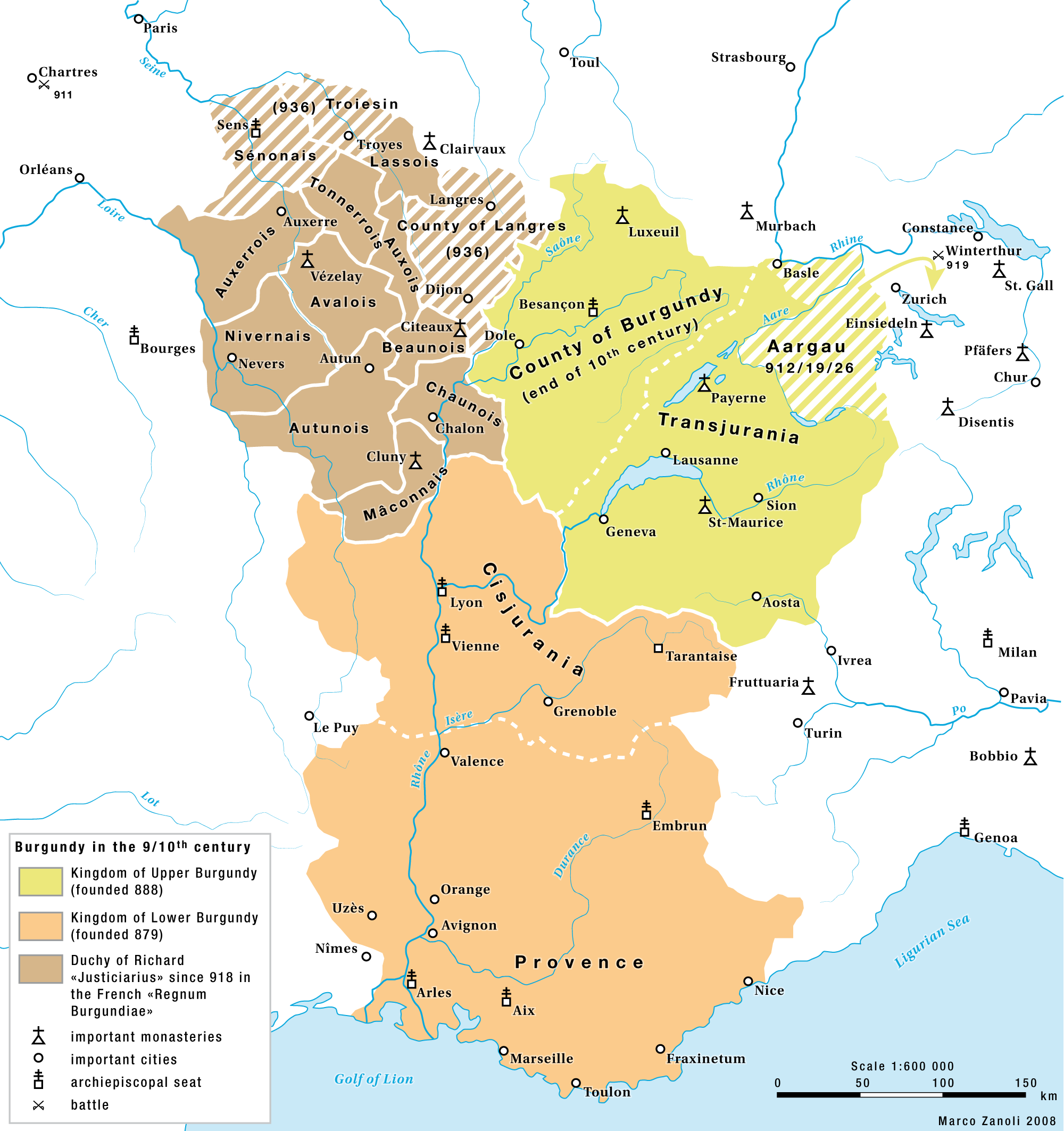
Le tre parti della Borgogna, così come apparivano tra il IX e il X secolo:
----
Alta Borgogna
Bassa Borgogna
Ducato di Borgogna (di Riccardo il Giustiziere)

Il reame creato dai Burgundi fu poi conquistato dai franchi nel 534 e da questi retto a titolo di re di Borgogna fino all'800, anno in cui fu formalmente annesso all'Impero carolingio e suddiviso in varie contee. In seguito, con lo smembramento dello stesso impero (a seguito del Trattato di Verdun dell'843), le varie contee del regno finirono sotto la giurisdizione del Regno di Lotaringia, per poi (a seguito del Trattato di Meerssen dell'870) essere spartite tra i regni di Francia e Germania.
La parte francese della Borgogna venne poi a formare il Ducato di Borgogna, mentre le terre rimaste sotto la giurisdizione germanica furono suddivise in due grandi regioni: l'Alta Borgogna (o Borgogna Transgiurana, comprendente la Franca Contea di Borgogna) e la Bassa Borgogna (o Borgogna Cisgiurana, comprendente la Provenza). In seguito, nell'888, il conte Rodolfo di Borgogna riuscì a farsi incoronare re di tutta l'Alta Borgogna; nel 933, il suo figlio omonimo ottenne tramite accordi diplomatici anche la Bassa Borgogna e poté così fondare il Regno di Arles (o delle Due Borgogne).
Intanto, il Ducato di Borgogna (costituito dalle contee di Mâcon, Chalon, Sens, Auxerre, Tonnerre, Nevers e Autun) rimaneva parte del Regno di Francia.

### Il Ducato capetingio di Borgogna

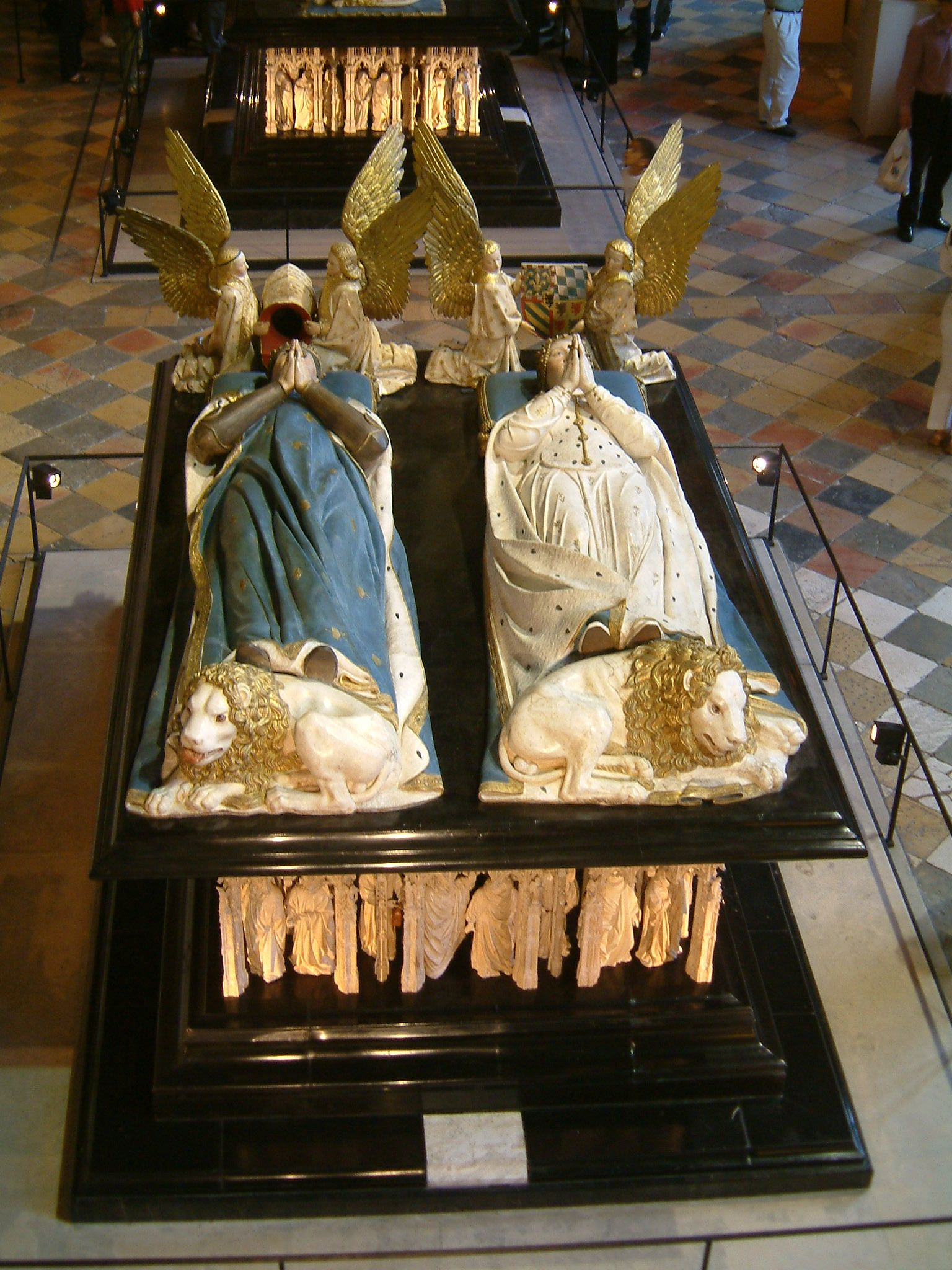
Tomba di Giovanni di Borgogna.

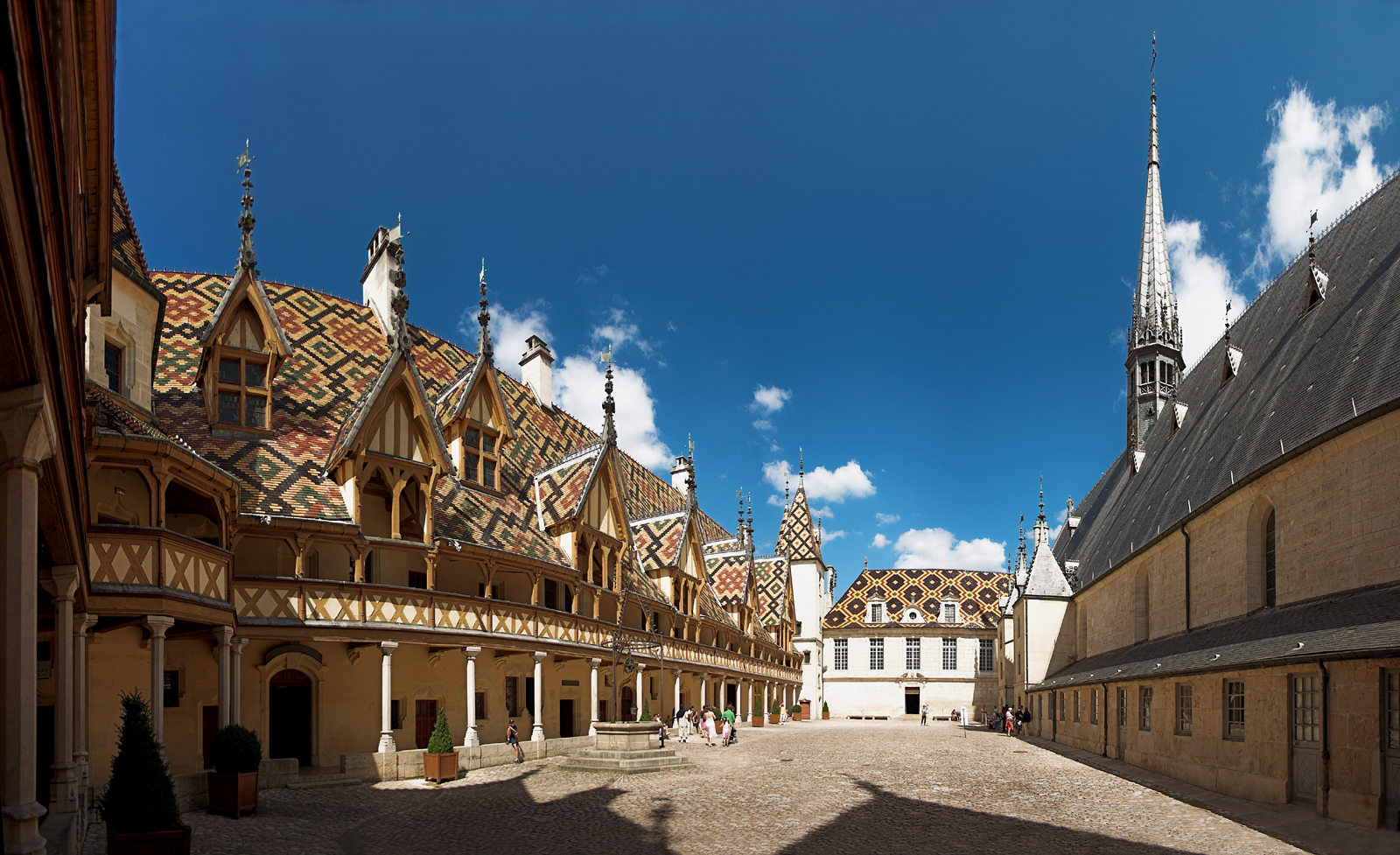
Hôtel-Dieu di Beaune.

Il Ducato di Borgogna e la Franca Contea vennero nuovamente riunite sotto un unico sovrano nel XV secolo, attraverso un ramo cadetto della dinastia dei Capetingi, finché anche la linea dinastica dei Duchi di Borgogna si estinse in linea maschile. Essi erano strettamente imparentati con i Re di Francia e nel XV secolo erano cresciuti molto di potenza, grazie a una serie di acquisizioni matrimoniali o di conquiste, tanto da poter giungere a creare un regno indipendente.
A ogni modo, non riuscirono mai a diventare sovrani completamente indipendenti, in quanto erano rimasti vassalli del re di Francia per il Ducato di Borgogna, per l'Artois e per le Fiandre, mentre allo stesso tempo erano vassalli dell'Imperatore per la Franca Contea di Borgogna, la Gheldria, l'Hainaut, il Brabante, il Lussemburgo e altre terre.
Nel 1477, alla morte dell'ultimo duca capetingio, Carlo il Temerario, il territorio del Ducato di Borgogna venne annesso direttamente ai domini reali di Francia, mentre la Franca Contea venne trasferita agli Asburgo attraverso il matrimonio di sua figlia, Maria di Borgogna, con l'imperatore Massimiliano I.
Il ducato divenne quindi la généralité di Digione, creata nel 1542, comprendendo l'Autunois (regione di Autun), l'Auxerrois (regione di Auxerre), l'Auxois, il Châlonnois (regione di Chalon-sur-Saône), il Charollois (regione di Charolles), il Dijonnais (regione di Digione), il Mâconnais (regione di Mâcon) e la Montagne (o Châtillonais, regione di Châtillon-sur-Seine).

La suddivisione del Regno di Borgogna tra i Secoli XI e XII
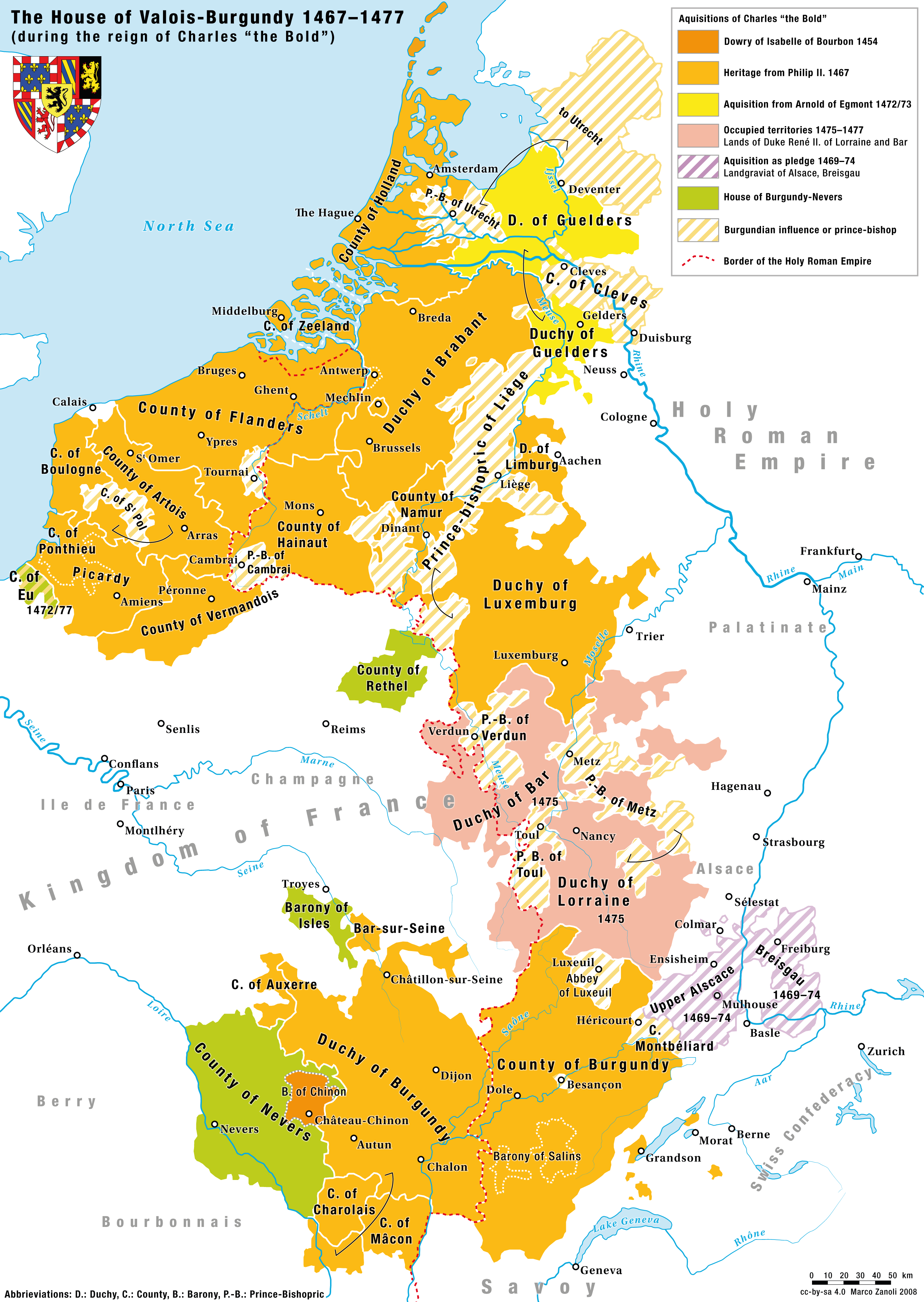
Ducato di Borgogna nel 1477
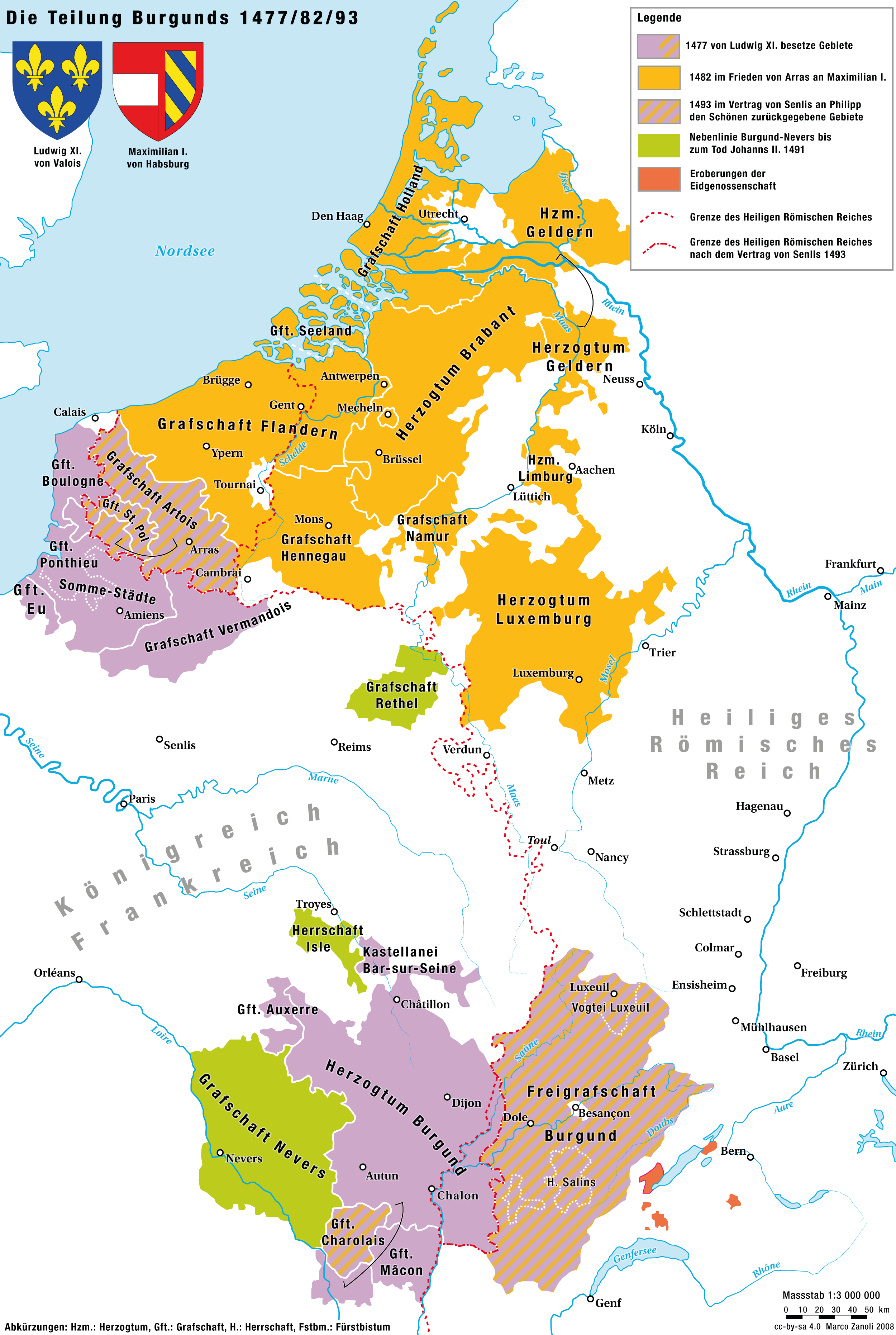
La spartizione degli stati borgognoni nel 1477 tra Francia ed Austria

## Arte

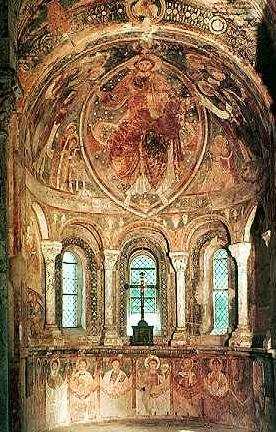
Affreschi romanici a Berzé-la-Ville

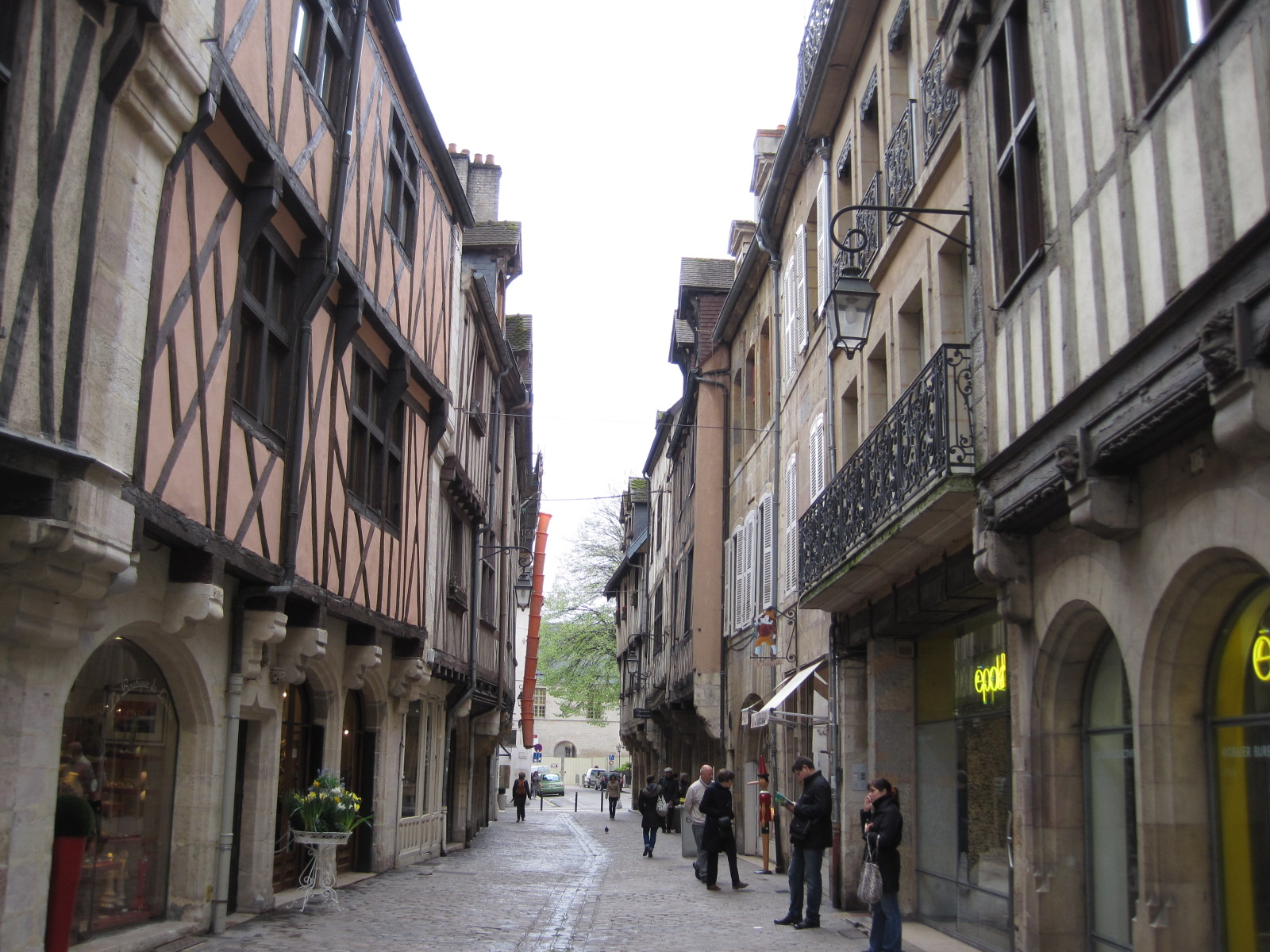
Via medievale a Digione

### Architettura, pittura e scultura
L'architettura borgognona raccolse l'eredità artistica dei luoghi di culto situati nelle cosiddette "vie della cultura romanica", ossia delle vie che conducono i pellegrini a Santiago di Compostela. Tipiche dell'architettura borgognona furono la struttura delle piante a "cappelle radiali" e quella con "cappelle a gradoni", che consentiva la celebrazione di più messe contemporaneamente, utilizzata dagli ordini religiosi della congregazione cluniacense, di derivazione benedettina, di grande importanza per la diffusione del gusto romanico in Francia e nell'Europa occidentale.
Le prime avvisaglie dell'architettura borgognona si ebbero già con la fase pre-romanica, storicamente collocabile intorno al 1000 d.C. Tra gli esempi più significativi e meglio conservati si annoverano la basilica del Sacro Cuore a Paray-le-Monial (XI secolo) e la chiesa di Anzy-le-Duc (XII secolo). In Borgogna si originò oltre all'architettura cluniacense anche quella cistercense. Notevole fu l'importanza di queste ultime strutture per la diffusione di un gusto gotico severo e austero, ben rappresentato dall'abbazia di Fontenay.
La scultura borgognona fu caratterizzata da una grande energia espressiva e da una profonda maestria. Il centro da dove si irradiò questo nuovo stile fu Cluny intorno al XII secolo d.C., anche se già nel secolo precedente si riunirono presso il monastero numerosi artisti per realizzare pregevoli opere. La decorazione borgognona si caratterizzò per il vigore realistico, il dinamismo delle innovative sculture dei portali, la ricchezza e la vivacità. Tra gli esempi più preziosi della scultura borgognona si ricordano i due portali della chiesa di Charlieu, l'uno con l'Ascensione, l'altro con le Nozze di Cana, oltre alle decorazioni del coro della chiesa di Semur-en-Brionnais e il complesso del Paradiso Terrestre presenti in origine nell'abbazia di Cluny.

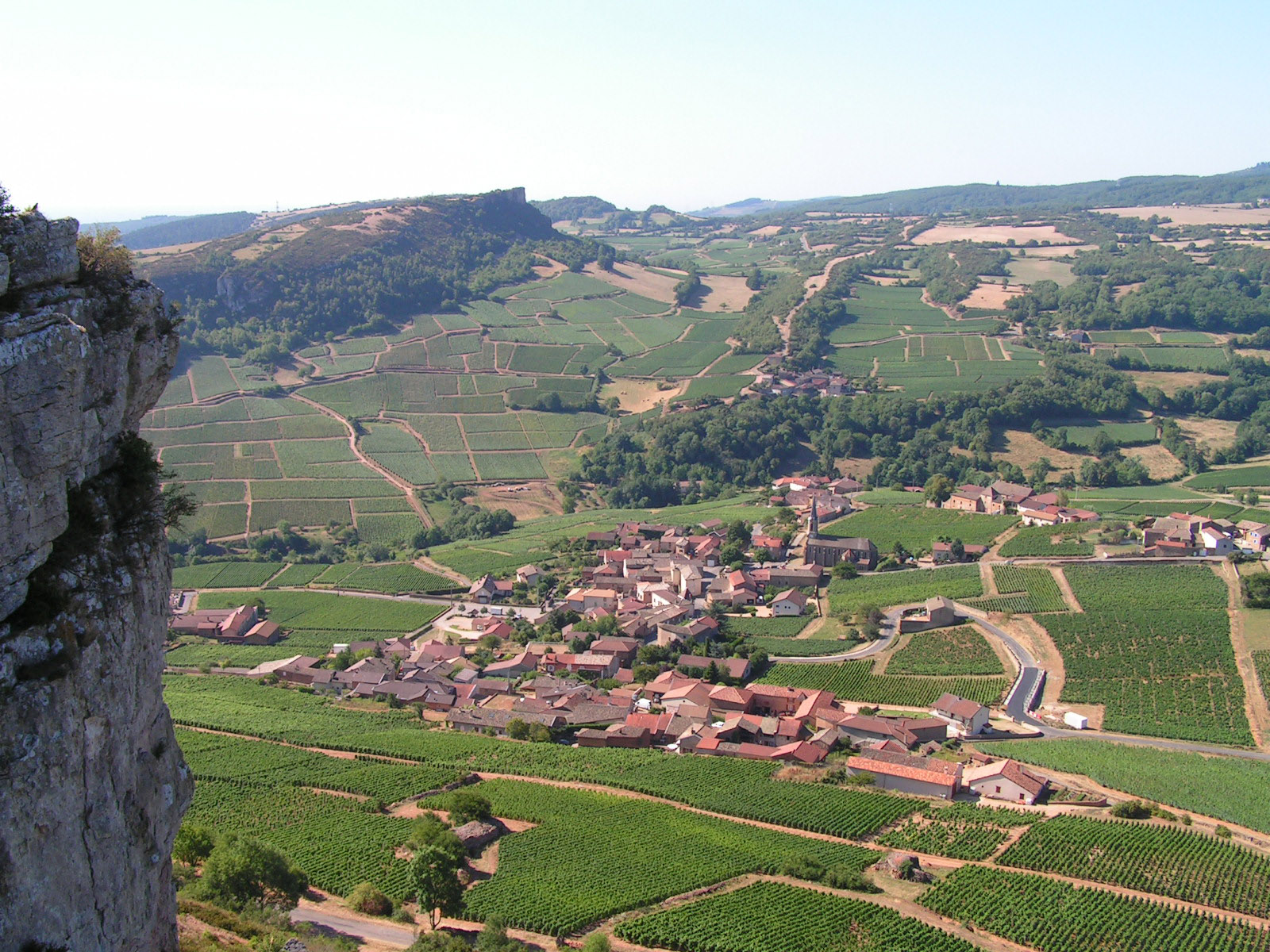
Veduta di Vergisson, villaggio della Borgogna, e i suoi vigneti.

Uno stile borgognone, di derivazione bizantina, si diffuse anche nella pittura, caratterizzato da figure maestose, colori vivaci e fondi blu, scene ispirate dal Vecchio e Nuovo Testamento. Tra gli esempi sopravvissuti nei secoli si possono citare il Cristo e quattro angoli su cavalli bianchi, presente sulla volta della cripta di Saint-Germain-d'Auxerre, e il Cristo in maestà fra gli Apostoli, visibile nella cappella cluniacense di Berzé-la-Ville. Di notevole spessore anche le miniature per i colori e per i temi come evidenziato nelle Vite dei Santi e nelle opere dei monaci della scuola di Citeaux.
Quando la Borgogna raggiunse la sua maggiore importanza politica, intorno alla fine del XIV secolo, Digione divenne il primo centro artistico e pittorico di Francia, potendo raccogliere i migliori rappresentanti delle correnti francesi, italiane e, soprattutto, fiamminghe (i duchi di Borgogna della dinastia dei Valois possedevano la maggior parte delle Fiandre durante il Quattrocento). Interessante fu la sintesi tra il gusto aulico e cortese e quello realistico borghese. Dalle Fiandre arrivarono i contributi di Jean Malouel, Jan van Eyck e di Rogier van der Weyden per la pittura, Claus Sluter per la scultura.
I duchi Valois furono committenti di numerose opere d'arte ed edifici, tra i quali la certosa di Champmol presso Digione che comprende il pozzo dei Profeti di Claus Sluter e ospitava opere di Van Eyck e le famose tombe dei duchi Filippo l'Ardito e Giovanni senza Paura. I fedeli dei duchi imitarono il loro patrocinio delle arti: è particolarmente rilevante la figura di Nicolas Rolin, nativo di Autun, cancelliere del duca Filippo il Buono, che fu il fondatore del Hôtel-Dieu di Beaune per il quale ordinò a Rogier van der Weyden il monumentale Polittico del Giudizio universale. È inoltre rappresentato nella Madonna del cancelliere Rolin di Jan Van Eyck che commissionò.
L'arte di corte ducale raggiunse il suo vertice nella miniatura, che espresse il gusto per le feste, per le caccia, per le sfilate e per i famosi banchetti. Non inferiore la produzione nella oreficeria, nella gioielleria, nel vasellame, negli arazzi. Gli ultimi sprazzi di arte della Borgogna ducale si ebbero nel XVI secolo nella chiesa di Brou, costruito in stile tardo-gotico. Nel Cinquecento, l'arte del Rinascimento fa irruzione in Borgogna, dove vari castelli vengono eretti ispirandosi dall'esempio dei castelli della Valle della Loira: il castello di Ancy-le-Franc, quello di Tanlay e quello di Sully sono gli esempi più famosi.
Nel Seicento e nel Settecento, nonostante un ruolo minore sul piano politico in confronto ai secoli precedenti, la Borgogna resta una regione ricca e borghesi e nobili fanno costruire nello stile classico dell'epoca castelli in campagna e hôtel particuliers (palazzi cittadini) nelle grandi città come a Digione, dove il Palazzo dei Duchi di Borgogna viene ampliato nel corso del seicento e del settecento dall'architetto del re Jules Hardouin-Mansart (che ha lavorato a Versailles) e da Jacques Gabriel. Il palazzo ospita oggi il Museo delle belle arti di Digione, uno dei maggiori di Francia, che espone, tra l'altro, alcune delle opere più famose dell'arte borgognona medievale.
La regione possiede ben tre siti iscritti al Patrimonio mondiale dell'umanità dell'UNESCO. Due sono eccezionali esempi dell'architettura romanica di cui la Borgogna fu una delle culle: l'abbazia di Vézelay e quella di Fontenay. L'altro è l'antica zona viticola della Borgogna, organizzata dal Medio Evo intorno ad abbazie e castelli, che si estende lungo un asse nord-sud tra Digione e Mâcon.

### Musica
Nella storia della musica la Scuola di Borgogna è il termine usato per citare un gruppo di compositori attivo nel XV secolo in quello che oggi è l'est della Francia, il Belgio e i Paesi Bassi, il cui centro motore era la corte dei Duchi di Borgogna. I nomi principali sono quelli di Guillaume Dufay, Gilles Binchois e Antoine Busnois. La scuola di Borgogna fa parte della prima fase della formazione della successiva scuola franco fiamminga, e che risulterà il centro motore della musica rinascimentale in tutta Europa.
Nel tardo Medioevo e nel primo Rinascimento in Europa, i centri culturali tendono a spostarsi a causa di cambiamenti politici ed alla presenza del potere spirituale e di quello temporale, Papato, Antipapa e Sacro Romano Impero. Nel XIV secolo i maggiori centri d'interesse musicale rimangono al nord della Francia, ad Avignone ed in Italia, rappresentati rispettivamente da Guillaume de Machaut e dallars nova, l'ars subtilior e da F. Landini. Avignone ha breve ma importante sviluppo culturale in seguito al trasferimento del papato a causa dello scisma d'occidente. Quando la Francia viene sconvolta dalla guerra dei cent'anni dal 1337 al 1453, il centro d'interesse culturale emigra verso est nel territorio dei Burgundi e nei Paesi Bassi.
Durante il regno della casa di Valois, la Burgunda era la più potente e stabile delle dinastie europee, e poco per volta si annetterà alle Fiandre, al Brabante, che oggi si riscontrano nei Paesi Bassi, nel Lussemburgo, oltre all'Alsazia e la Lorena. Durante il regno di Filippo il Buono (1419 - 1467) e Carlo l'Audace (1467 - 1477), l'area geografica francese definita Borgogna diviene tra i più importanti centri di creatività musicale. La maggior parte delle attività musicali non si svolgono però in quella regione della Francia che oggi viene chiamata Borgogna con capoluogo Digione, anche se i duchi di Borgogna manterranno in tale sede il centro amministrativo. I maggiori centri musicali dell'epoca saranno più a nord, tipo Bruxelles, Bruges, Lilla e Arras così come in alcune delle città più piccole nell'area considerata.
I musicisti si recano in Borgogna per studiare, svolgere la professione nelle corti ed acquisiscono fama spostandosi poi nei territori politicamente ed economicamente maggiori: Italia, Spagna, Portogallo ed Inghilterra. I duchi di Borgogna non sono soltanto mecenati, ma prendono parte attiva nello sviluppo musicale: Charles le Temeraire o Carlo l'Audace (10 Novembre 1433 - 5 Gennaio 1477) è suonatore d'arpa e comporrà mottetti e chanson, anche se i suoi lavori non sono pervenuti a noi. I duchi incoraggiano la composizione di musica profana, cosa raramente accaduta in precedenza nella storia musicale europea. Sono caratteristiche che faranno dire anche a loro che l'epoca dei Burgundi è fenomeno rinascimentale, di una nuova immagine dell'uomo al centro degli interessi della cultura umanistica.
La migrazione della cultura musicale da Parigi verso la Borgogna, coincide con il passaggio dalla musica medioevale alla musica rinascimentale. Guillaume de Machaut viene considerato tra gli ultimi compositori medioevali, Guillaume Dufay è rinomato tra i primi compositori del Rinascimento. Carlo l'Audace viene ucciso nel 1477 nella battaglia di Nancy, durante uno dei tentativi di aggiungere altri territori al suo dominio. Dopo la sua morte la musica continuerà a fiorire nel territorio della Borgogna, e dal primo decennio del XVI secolo il territorio in questione verrà preso dalla famiglia degli Asburgo che diventeranno anch'essi mecenati delle arti.
La storia della musica in Borgogna ha inizio intorno il 1384 con l'organizzazione della Cappella musicale a corte, da parte di Filippo II l'Audace, in francese Philippe II de Bourgogne dit le Hardi (Pontoise, 17 Gennaio 1342 - Halle, 27 Aprile 1404). Venti anni più tardi rispetto alla sua morte, la Cappella rivaleggiava in qualità di esecuzione e splendore con la Cappella dei Papi ad Avignone. I compositori che fanno parte della Cappella sono Johannes Tapissier e Nicolas Grenon, che portano l'esperienza ed i nuovi sviluppi nel 1415. Altri compositori Hugo e Arnold de Lantins, che G. Dufay incontrerà  nel suo viaggio italiano. Il più famoso compositore della Scuola di Borgogna è proprio Dufay, e che diventerà il maggiore musicista d'Europa del XV secolo. Dufay scrive musiche in molte forme correnti dell'epoca, melodiche, cantabili e più della metà delle sue composizioni di musica sacra sono armonizzazioni di canzoni profane. Suoi contemporanei sono Gilles Binchois, che lavora presso la corte di Borgogna fra il 1430 e il 1460 insieme a Hayne van Ghizeghem, compositore, cantore e soldato che potrebbe essere stato ucciso nell'ultima campagna militare di Carlo l'Audace.
Dopo la morte di G. Dufay nel 1474, il più importante componente della Scuola diviene Antoine Busnois, prolifico compositore di chanson e che forse ha proposto per primo la conosciutissima melodia sulla quale diversi compositori si riprovano: L'homme armé.
I musicisti della scuola di Borgogna prediligono inizialmente l'elaborazione delle musiche profane, e quando vengono notati il loro lavoro s'incentra nel repertorio sacro, caro alle corti aristocratiche e del clero. Se essi raggiungono ancora fama e notorietà, di norma volgono il loro primo viaggio verso l'Italia ed in particolare verso Roma dove presentano le proprie credenziali presso il papa. Qui è il repertorio sacro a stabilire la bontà del loro lavoro. Le maggiori forme della musica profana utilizzate sono le quattro "forme fisse" (rondeau, ballate, virelai, e bergerette), genericamente conosciute come chanson. Delle quattro il rondeau risulta il più popolare; questi ultimi ci sono pervenuti comunque in misura maggiore rispetto alle altre forme. La maggior parte dei rondeau è a tre voci e molti di essi, specialmente in Francia, sono scritti in testi di lingue diverse. Nella maggior parte dei rondeau la voce superiore viene abbinata al testo, mentre le altre due sono di norma suonate da strumenti. La bergerette venne sviluppata dalla scuola dei Burgundi; si propone al pari di un virelai ma più breve e con una sola strofa.
I maggiori compositori scrivono musiche sacre in latino: ordinari di messe, motetti e cicli di Magnificat. Durante questo periodo le messe vengono costituite dalle varie parti, scritte da compositori diversi che usano il motivo principale basato sul cantus firmus. Dufay, Binchois, Busnois, Reginald Liebert ed altri scriveranno in tale maniera. Tra i motivi più utilizzati come cantus firmus è da ricordare quello de l'homme armé che verrà usato anche da altri compositori dell'epoca e dei secoli successivi. Motivo melodico che viene usato come base per la composizione di messe in tutta la storia della musica del secolo XV. Durante il periodo in cui il mottetto si va trasformando dai modelli isoritmici del XIV secolo alla polifonia del secolo successivo, i pezzi sezionali vennero prodotti dagli ultimi componenti della scuola, come Busnois.
Nei mottetti, nelle messe e in altre musiche sacre, la tecnica comune generalmente adottata è quella del falso bordone, un'armonizzazione in parallelo di un canto preesistente, occasionalmente ornato per evitare la monotonia. Le composizioni che usavano il falsobordone consentivano maggior chiarezza nella comprensione del testo, pur non consentendo la semplicità del canto precedente.
La musica strumentale viene incentivata presso le scuole interne alle corti, oltre alle danze. Una peculiarità dello stile burgundo è quella in cui i nobili preferiscono gli strumenti a timbro elevato in altezza della notazione come trombe, tamburi e cornamuse, sostitutive o imitative della voce umana. Per tale motivo che i brani pervenuti a noi sono scritti per la maggior parte, per questo tipo di strumenti e non per il liuto o l'arpa i quali fungevano da sostegno o accompagnamento. Nelle esecuzioni di quel tempo gli strumenti vengono posti su una postazione alta (come un balcone di una casa), mentre gli altri esecutori sono posti vicino ai danzatori. Le forme strumentali comprendono la bassa danza, danza cerimoniale di carattere aristocratico, con un tempo lento. Normalmente secondo la notazione moderna in 6/8, e veniva seguita da una danza veloce come il tordion o pas de Brabant.
La Scuola di Borgogna è la prima generazione di quella che sarà la Scuola Franco-Fiamminga, e strutturata da generazioni di compositori che per oltre un secolo comporranno in stile polifonico, fino alle avvisaglie della musica rinascimentale. Compositori che appartengono alle ultime generazioni non legate alle corti della Borgogna, ma altrettanto connessi per loro vicinanza geografica o per pratica musicale, e che rispondono ai nomi di Johannes Ockeghem, Jacob Obrecht, Josquin Des Prez, Adrian Willaert e Orlando di Lasso.
Vi sono circa 65 manoscritti contenenti musiche di compositori appartenenti alla Scuola di Borgogna. Tra i principali si trovano i seguenti:
- Manoscritti Canonici, sono musiche dal 1400 al 1440. Questi manoscritti sono conservati alla Bodleian Library di Oxford, Inghilterra; prendono il nome dal precedente possessore, Matteo Luigi Canonici, gesuita veneziano del XVIII secolo. Sono 380 composizioni di 60 musicisti diversi, tra genere sacro e profano.
- Canzoniere Laborde, contenente musiche composte durante il regno di Carlo l'Audace (1467 - 1477). Prende il nome dal marchese di Laborde ed è conservato presso la Biblioteca del Congresso di Washington. Si trovano 106 pezzi in tutto.
- Canzoniere Mellon, di musiche scritte dal 1440 al 1477; prende in nome da Paul Melon che lo donò alla Yale University; al momento viene custodito presso la Beinecke Library dell'Università di Yale di New Haven, nel Connecticut. Esistono 57 composizioni che comprendono musiche di inglesi ed italiani, ma non di compositori appartenenti alla Scuola di Borgogna.
- Canzoniere di Digione, formato da musiche che vanno dall'anno 1470 al 1475. Alcune delle musiche sono di compositori non associati alla Scuola, come Ockeghem, Loyset Compère, e Johannes Tinctoris; viene conservato nella biblioteca di Digione e contiene 161 pezzi.
- Canzoniere dell'Escorial, sono musiche dal 1430 al 1445); è conservato nella biblioteca dell'Escorial, vicino Madrid. Contiene un totale di 62 composizioni delle quali soltanto una viene attribuita a Gilles Binchois, nonostante molte delle rimanenti vengano attribuite a Binchois, Dunstable, Dufay ed altri.

## Immagini della regione

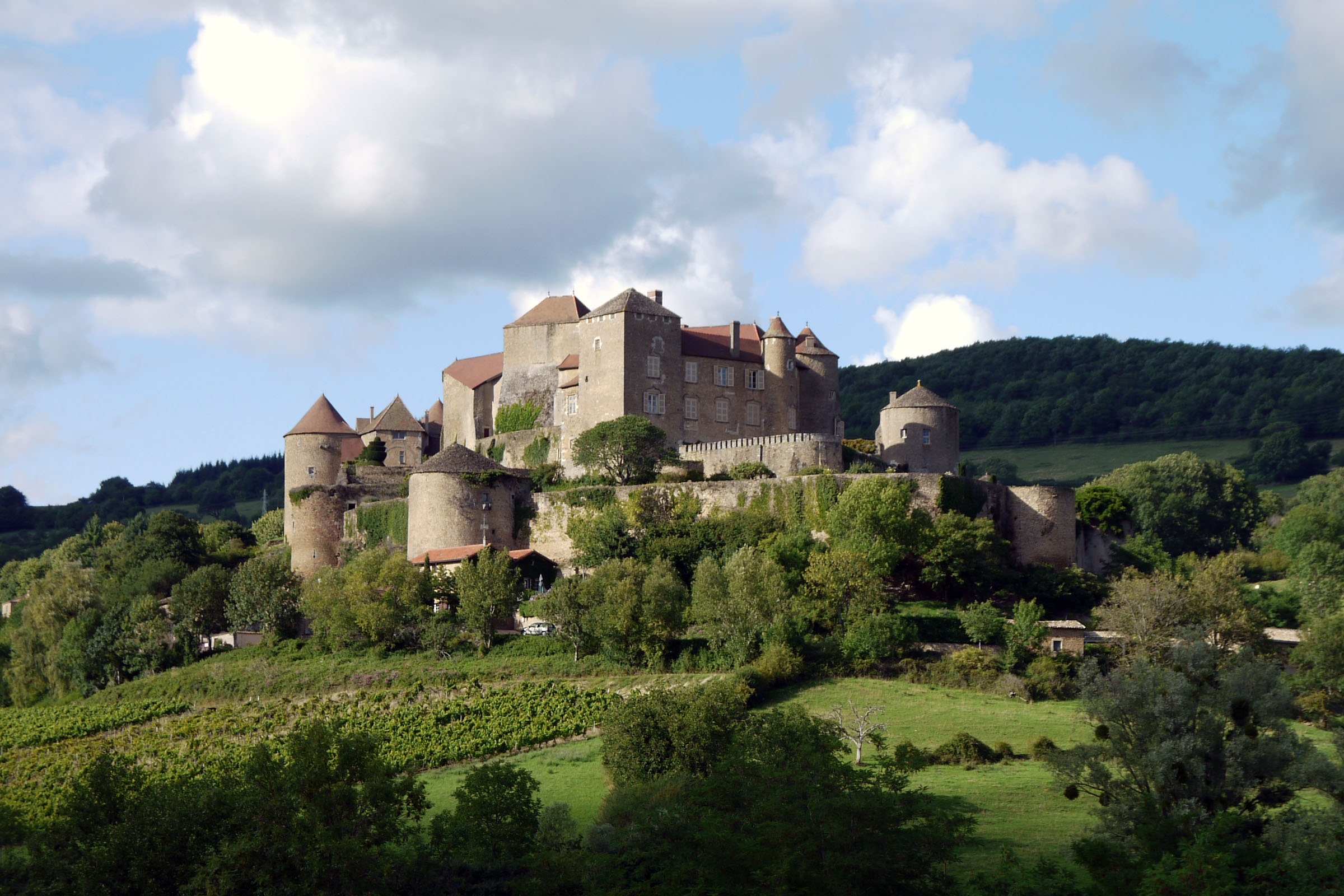
Castello di Berzé-le-Châtel
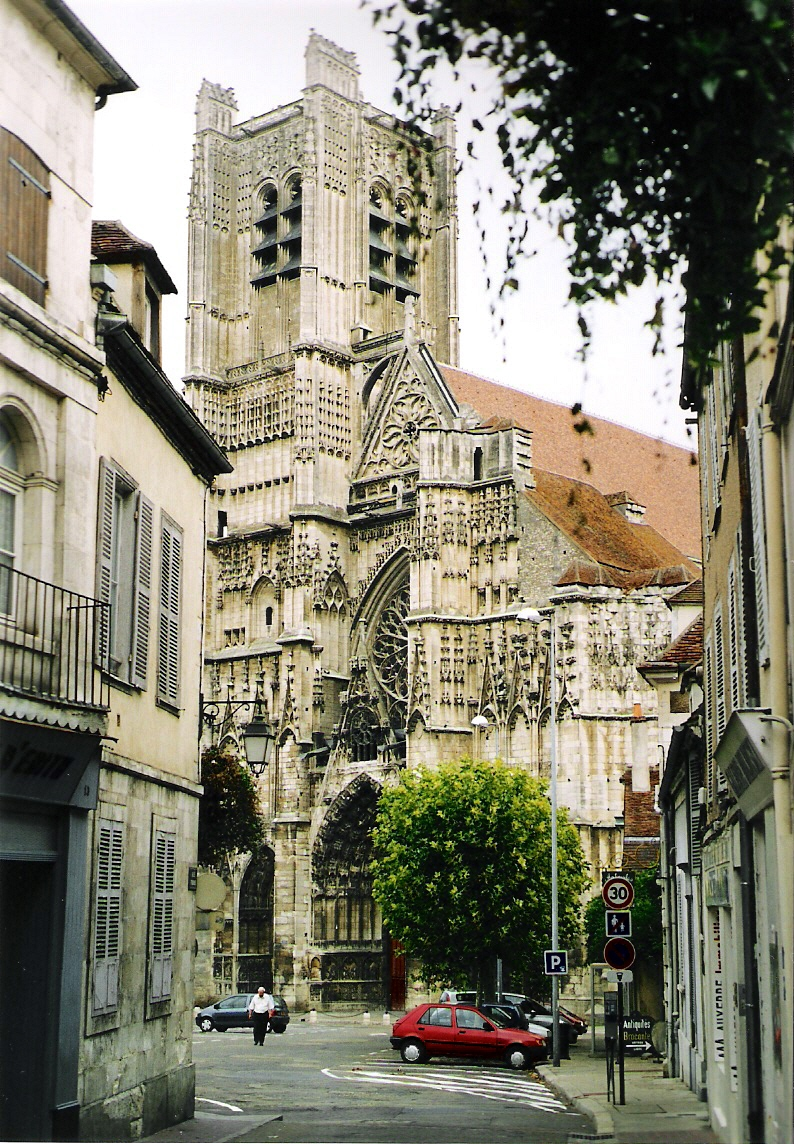
Cattedrale di Auxerre
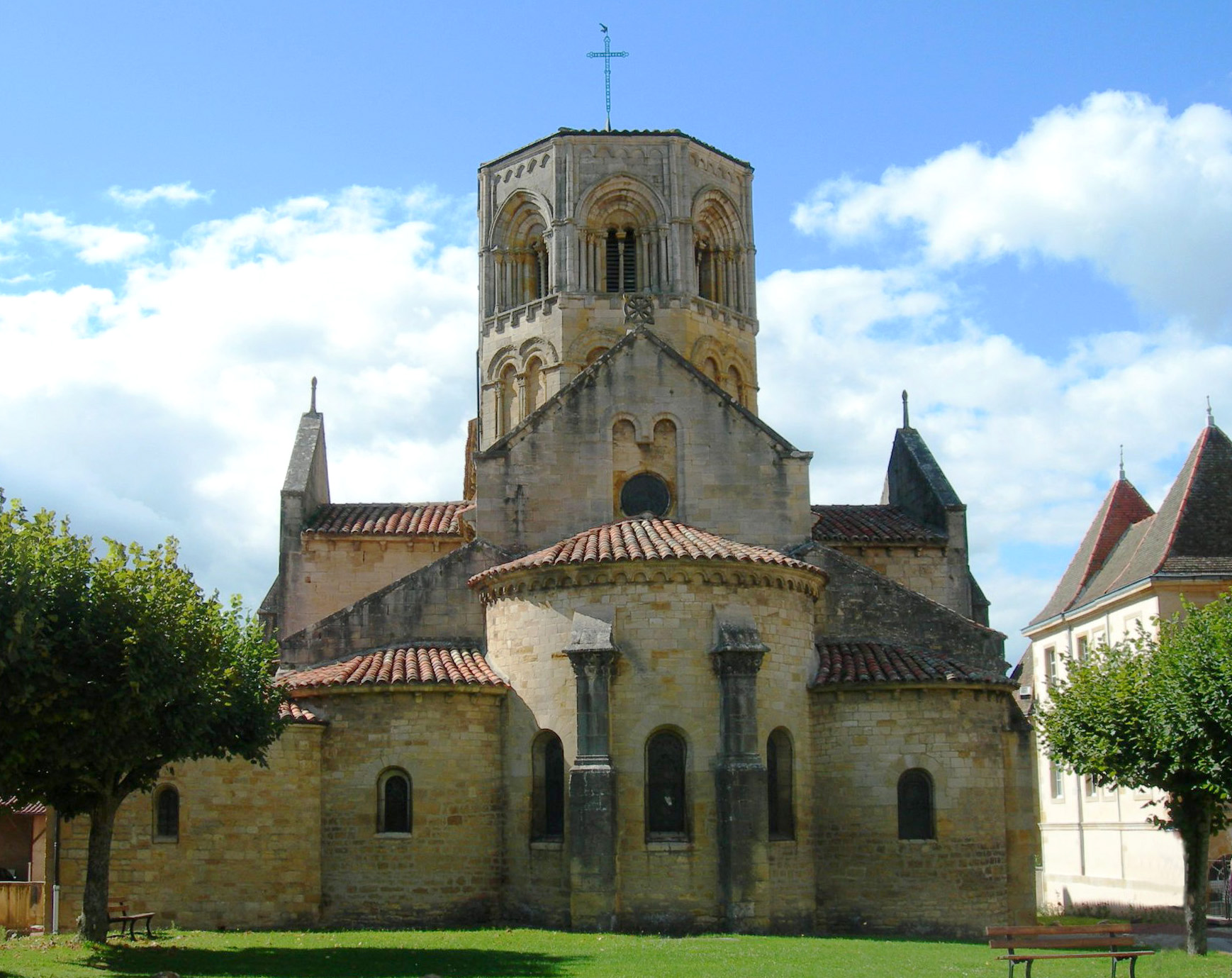
Chiesa di Semur-en-Brionnais
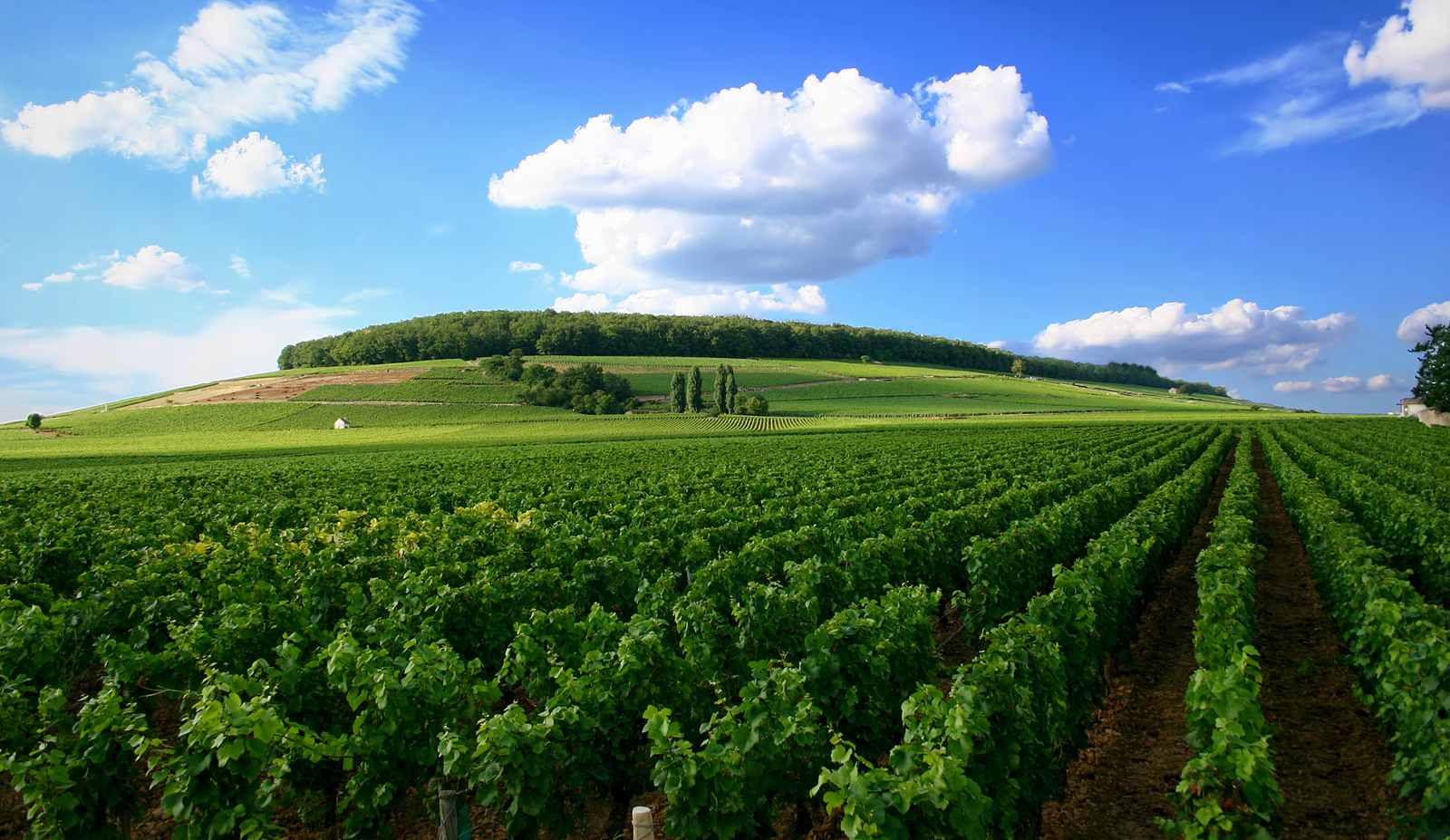
Vigneti della côte de Nuits
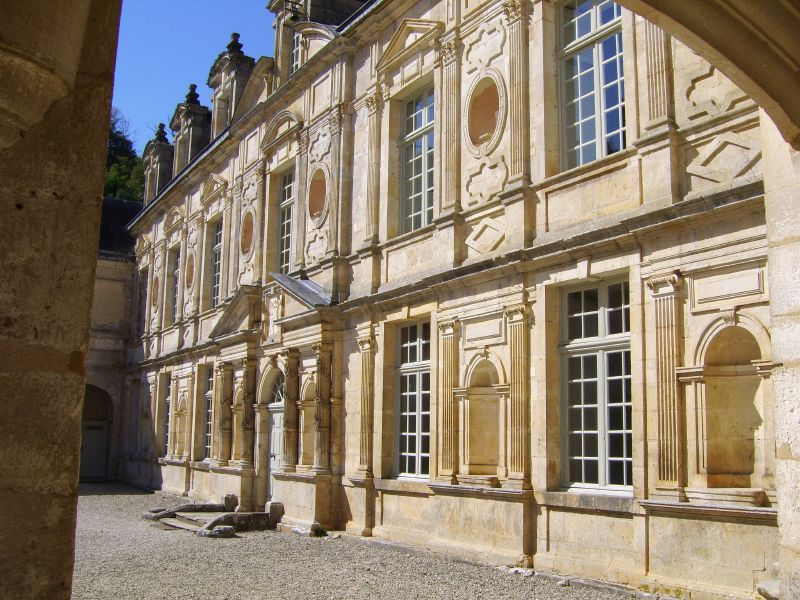
Castello di Bussy-Rabutin
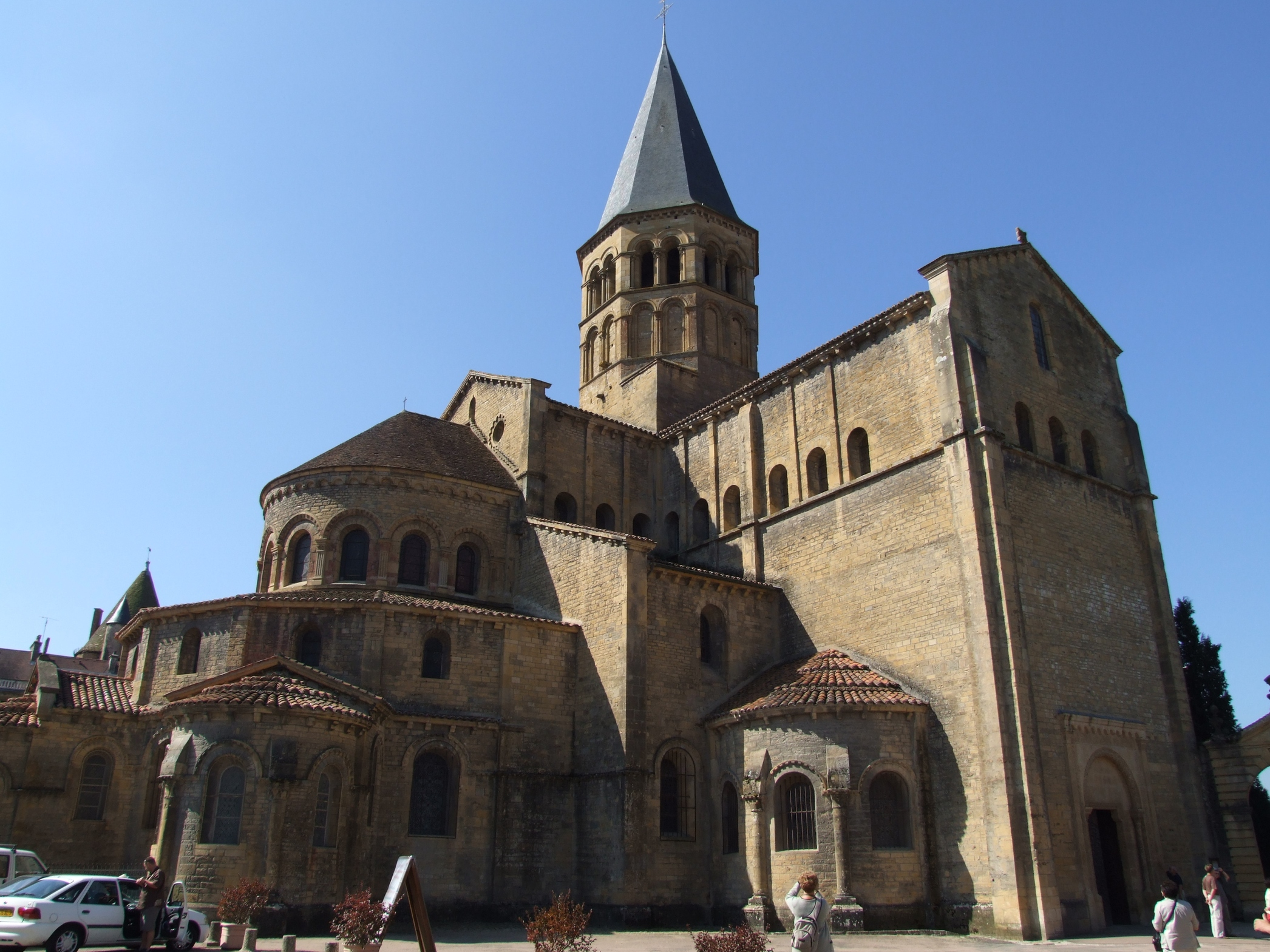
Basilica di Paray-le-Monial

## Gastronomia

### Il vino

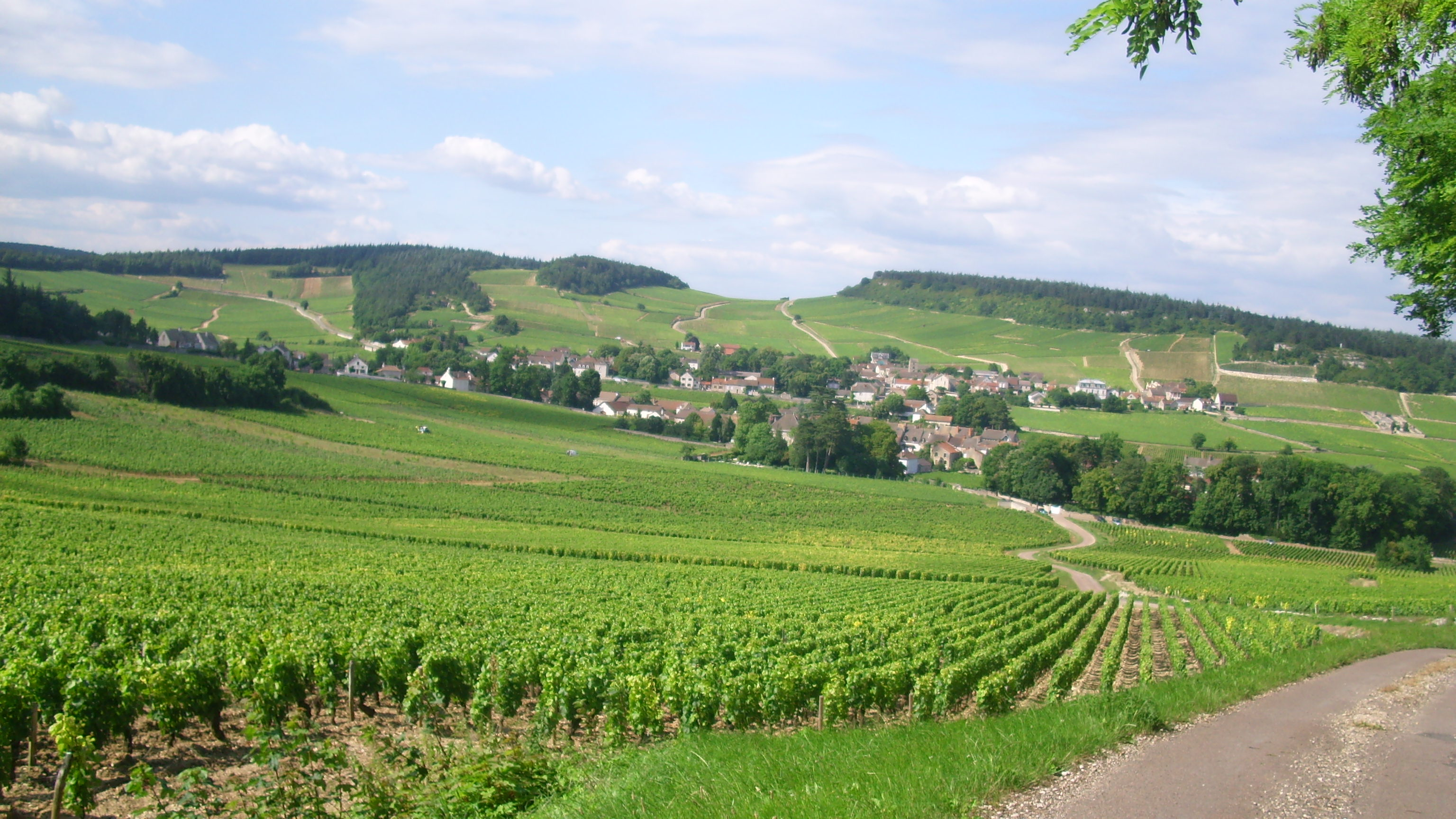
Vigne a Mercurey.

La Borgogna è una zona di vini caratteristici, i più pregiati di Francia con quelli della regione di Bordeaux. I vini borgognoni vengono prodotti in una lunga e stretta striscia che si estende da nord a sud a partire da Digione su decine di chilometri fino alla regione di Lione. Le aziende vinicole della Borgogna si caratterizzano dalle loro piccole dimensioni, la maggior parte non superando i 10 ettari, e puntano perciò più su la qualità che su la quantità. La maggior parte della produzione viene di fatto esportata all'estero. I vini della Borgogna sono sia bianchi, prodotti con uve Chardonnay, sia rossi da Pinot Noir. Da questo vitigno in particolare, in Borgogna viene prodotto il vino più caro e pregiato del mondo, il famoso Romanée-Conti, prodotto su solo 1,8 ettari dell'omonimo Grand Cru di Vosne-Romanée, monopolio dell'azienda. Altri vini prodotti in Borgogna sono gli Chablis, prodotti più a nord nella regione di Auxerre. Il Beaujolais, all'estremo sud è a volte incluso nella Borgogna anche se non ne fa storicamente ne amministrativamente parte. Dalla Borgogna si ritiene sia originario uno dei vitigni più diffusi al mondo, lo Chardonnay, che dovrebbe la sua denominazione al paese di Chardonnay, nel sud della regione.
La città di Beaune viene considerata come la capitale del vino di Borgogna. Si trova al cuore delle due zone dove si producono i vini più ricercati della regione, la Côte de Nuits (a nord di Beaune) e la Côte de Beaune (a sud).
Una delle teorie è quella che vuole lo Chardonnay importato in Francia dai crociati di ritorno dalla Palestina, di cui il vitigno sarebbe originario, che portarono con sé il vino e i semi di quest'uva chiamata in ebraico Shaar-Adonay, ovvero la "Porta di Dio", in riferimento alla città santa di Gerusalemme, circondata da mura. Sarebbe perciò una distorsione francese della pronuncia ebraica sha'har-adonay, divenuto Char-donnay. Anche se la cosa non è documentata e non vi è bibliografia.

### Cucina
Accompagnando i vini, la Borgogna possiede una cucina tipica molto raffinata e variata a tal punto che viene considerata, con la città di Lione, il cuore della gastronomia francese. Tra le specialità più famose:
- Manzo alla borgognona
- Coq au vin
- Senape di Digione
- Asparagi di Ruffey
- Tartufi di Borgogna
- Lumache alla borgognona
- Uova en meurette
- Pollo alla Gaston Gérard
- Kir
- Prosciutto erborinato
- Prosciutto à la Chablisienne
- Ratafià di Borgogna (liquore)
- Pollo della Bresse
- Époisses (formaggio)
- Chaource (formaggio)
- Anice di Flavigny